# ボリス・シャッツ

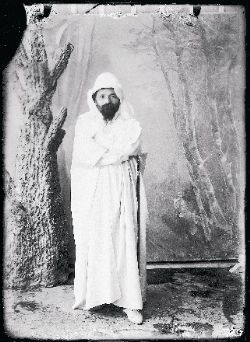
反モダニズムをアピールするためにベドウィンの衣装でのエルサレムのボリス・シャッツ(1912)

ボリス・シャッツ（Boris Schatz、ヘブライ語: בוריס שץ、 ロシア語: Борис Шац、1866年12月23日 - 1932年3月23日）は、リトアニア生まれのユダヤ人画家、彫刻家である。シオニズムの活動家とともに1905年にエルサレムに美術学校（ベツァルエル美術デザイン学院）を創立し、1906年からパレスチナで活動した。彫刻家としてはユダヤの偉人の像を制作した。

## 略歴
ロシア帝国コヴノ県のVarniai（現在のリトアニアのテルシェイ郡）で生まれた。父親はユダヤ教の学校ヘデルの教師で、ボリス・シャッツはビリニュスの神学校イェシーバーに送られた。神学校在学中にビリニュスの絵画学校に入学し、1885年まで学んだ。1887年に親の知人の彫刻家マルク・アントコルスキー（Mark Antokolsky: 1840-1902）と出会い、奨学金を取って、サンクトペテルブルク美術アカデミーに入学するように勧められたが、それは実現せず、ビリニュスで個人向けの美術教師を始めた。
1888年にワルシャワに移り、ユダヤ人の学校で美術を教え、ワルシャワで最初の彫刻を制作した In the summer of 1889, Schatz married Eugenia (Genia) Zhirmunsky.。1889年の夏に結婚し、1889年に妻とともにパリに移り、画家フェルナン・コルモンの私塾で絵画を学び、アントコルスキーの下で彫刻を学んだ。1890年にフランス南部、バニュルス＝シュル＝メールに6か月間滞在した。1894年の彫刻作品で知られるようになり、1895年末にブルガリアの皇太子であったフェルディナント1世に招かれてブルガリアのソフィアに移った。1897年に娘が生まれたが、妻は娘とともに弟子の彫刻家アンドレイ・ニコロフ（Andrey Nikolov: 1878-1959) のもとに去った。
1904年3月に、シャッツはセントルイス万国博覧会のブルガリア館の建設を監督するためにアメリカに渡り、1904年12月末まで滞在した。ソフィアに戻り、後に有名な詩人、児童文学作家になる16歳のドーラ・ゲイブ（Dora Gabe: 1888-1983）と知り合い、思いを寄せるが、失恋し1905年にベルリンに移った。
ベルリンでシオニストのイラストレーターのエフライム・モーシェ・リリエン（1874-1925）の邸に滞在し、リリアンからシオニストのフランツ・オッペンハイマーや、後に世界シオニスト機構（World Zionist Organization）の会長となるオットー・ヴァーブルクに紹介された。二人はエルサレムに美術学校を設立するというボリス・シャッツのアイデアに賛同した。エルサレムの美術学校（ベツァルエル美術デザイン学院）の設立は1905年10月8日に正式に宣言された。1905年の第7回シオニスト会議で美術学校の校長に指名され 1906年からパレスチナに移り、ベツァルエル美術デザイン学院を設立し、美術家や工芸家を育成した。イスラエル博物館に後に統合される博物館も設立した。
1911年に作家で美術史教師のオルガ・ペブズナー（Olga Pevzner）と結婚した。
第一次世界大戦中はツファットでオスマン帝国当局に抑留され、抑留中にユートピア小説、「再建されたエルサレム – 白昼夢（Das wiederaufgebaute Jerusalem – ein Tagtraum）」を執筆した。
アカデミーの運営は順調でなく資金難に陥り、1927年に一時的に閉鎖され、1929年には閉校となった（再開されるのはシャッツの没後の1933年である）。ボリス・シャッツは美術学校再開のためにアカデミーの芸術作品を海外に高値で販売しようとし、1932年に募金活動のためにアメリカを旅行中にコロラド州デンバーでのユダヤ人の祭りプーリーム中に亡くなった。

## 作品

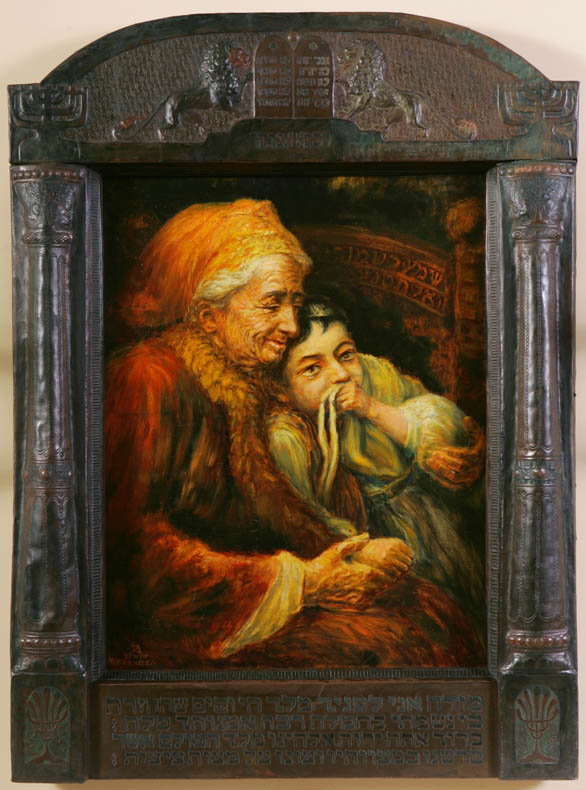
絵画作品『老女と子供』(c.1912)
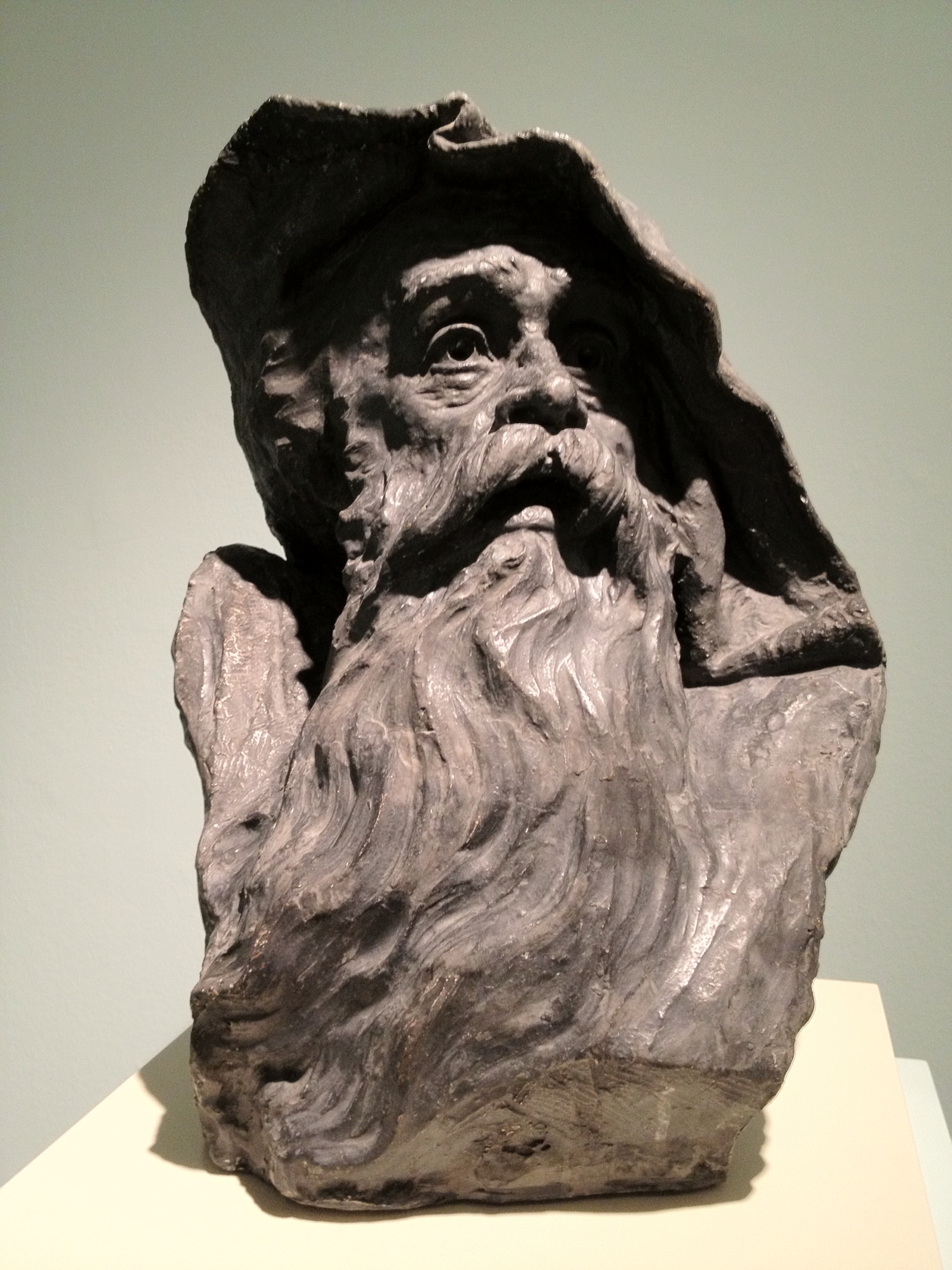
ハスモン朝のマタティア(1894)
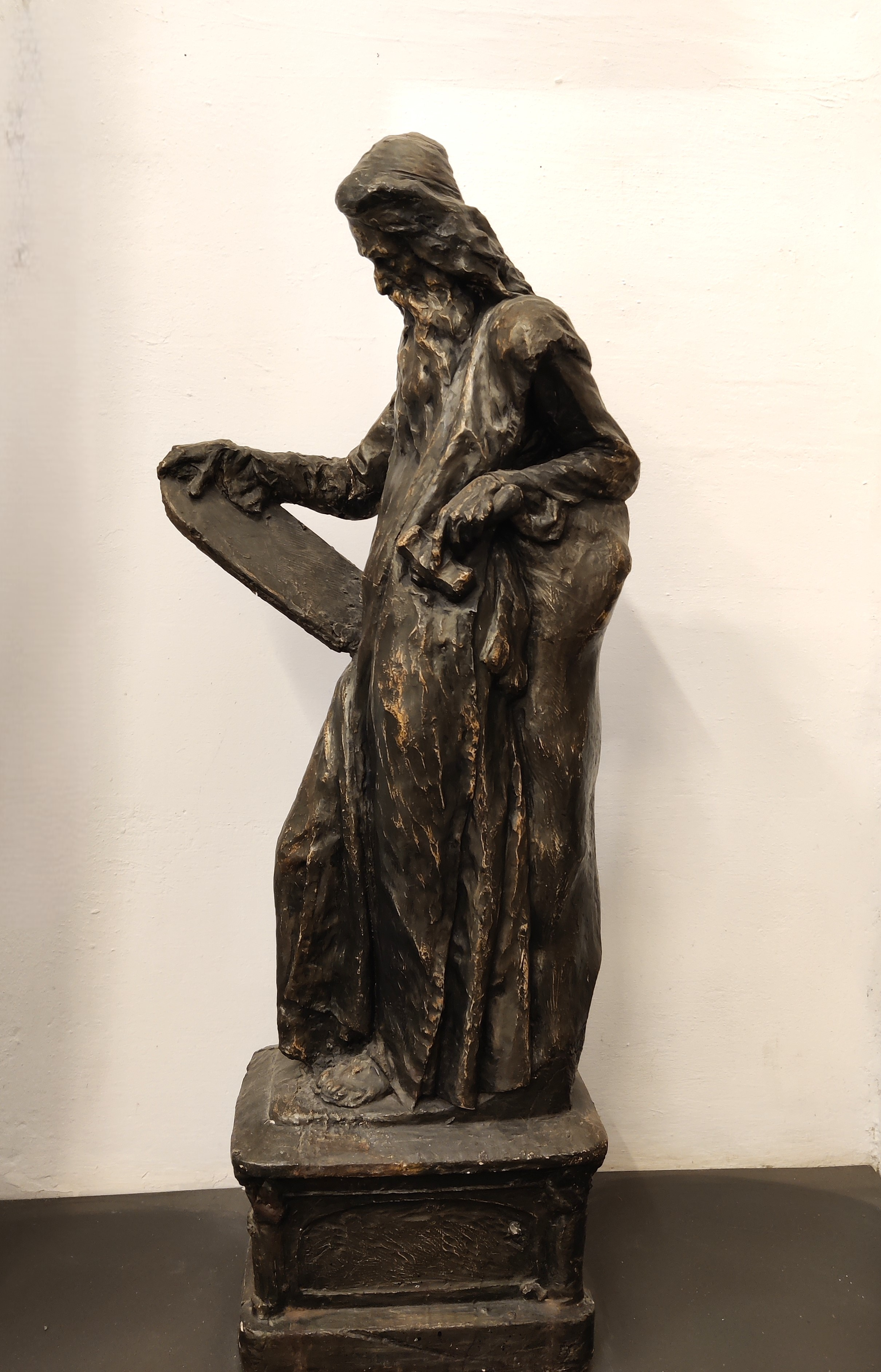
彫像
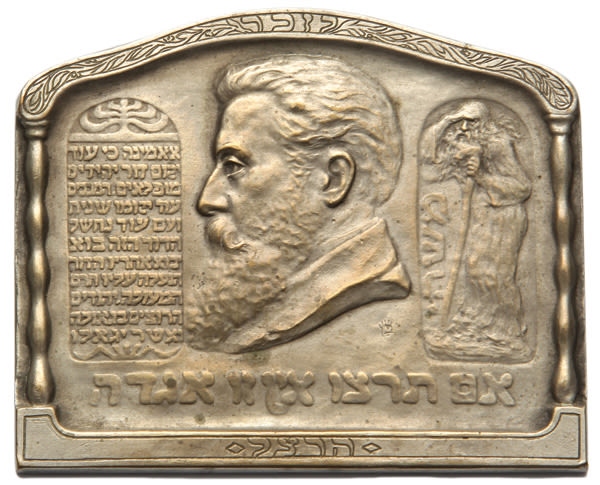
テオドール・ヘルツルのレリーフ